# Fuchsia jimenezii
Fuchsia jimenezii es una especie de arbusto de la familia Onagraceae. 

## Descripción
Son arbustos que alcanzan un tamaño de 0.5-2 m de altura, bisexuales, completamente glabros. Hojas (3-)5-12 × (1-)2.5-5 cm, opuestas, subcoriáceas, elípticas a lanceolado-elípticas, la base cuneada, el ápice agudo; pecíolo 0.4-0.9 cm. Flores bisexuales, en racimos terminales o rara vez axilares, a veces paniculadas; raquis 5-20 cm; pedicelos erectos a patentes, tubo floral 2.5-4.5 mm, obcónico a cilíndrico; sépalos 4-6 × 2.5-3.5 mm en la base, anchamente lanceolados, patentes; tubo y sépalos rojo-rosados; pétalos 4-6 × 3-4 mm, rosados, suborbiculares a ovados, redondeados en el ápice y la base; filamentos antisépalos 1-1.5 mm, erectos; filamentos antipétalos 0.8-1.4 mm, reflexos e incluidos en el tubo floral. Bayas 10-12 × 10 mm, subglobosas, rojizas; semillas numerosas, 0.9-1.2 × 0.5-0.7 mm. Tiene un número de cromosomas de  2 n = 22.

## Distribución y hábitat
Se encuentra en los bosques de neblina a una altitud de 1500-1900 metros en Costa Rica en Puntarenas en la Sierra de Tilarán.

## Taxonomía
Fuchsia jimenezii fue descrita por Breedlove, P.E.Berry & P.H.Raven y publicado en Annals of the Missouri Botanical Garden 69(1): 221, f. 4. 1982.
Etimología
Fuchsia: nombre genérico descrito por primera vez por Charles Plumier a finales del siglo XVII, y nombrada en honor del botánico alemán, Leonhart Fuchs (1501-1566).
jimenezii: epíteto otorgado en honor del botánico Francisco Ximénez.